# Abraxas martiaria
Abraxas martiaria là một loài bướm đêm trong họ Geometridae.